# Cột Đức Mẹ ở Bělá pod Bezdězem

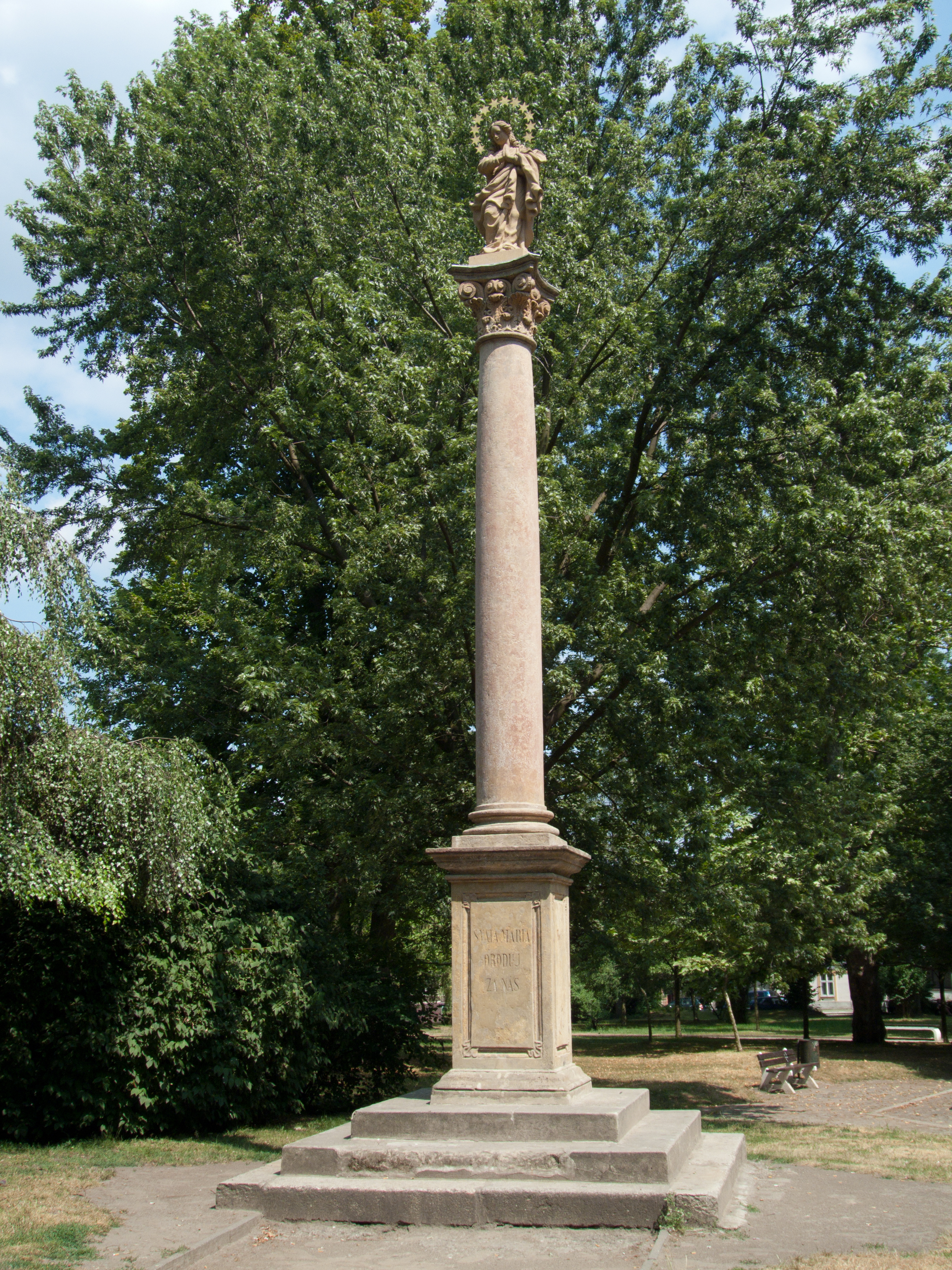
Cột Đức Mẹ ở Bělá pod Bezdězem (2010)

Cột Đức Mẹ ở Bělá pod Bezdězem (tiếng Séc: Mariánský sloup v Bělé pod Bezdězem) là một trong những tượng đài tôn giáo nổi tiếng về Đức Mẹ, tọa lạc ở quảng trường Masaryk tại thị trấn Bělá pod Bezdězem, huyện Mladá Boleslav, vùng Středočeský, Cộng hòa Séc. Tượng đài này có tên trong danh sách các di tích văn hóa của Cộng hòa Séc.

## Lịch sử
Cột Đức Mẹ ở Bělá pod Bezdězem được quý tộc Arnošt Josef của Valdštejn xây dựng vào năm 1681, nhằm bày tỏ lòng biết ơn đối với Mẹ Maria vì Ngài đã che chở người dân thị trấn vượt qua đại dịch hạch chết người thời kỳ bấy giờ. Sau đó, tượng đài được trùng tu lại vào các năm 1739, 1908, 1931 và 2008. Vào năm 2008, một bản sao bức tượng Đức Mẹ Đồng Trinh được đặt trên đỉnh cột thay cho bản gốc. Bức tượng gốc được chuyển tới tiền sảnh của tòa thị chính Bělská.

## Mô tả
Trên đỉnh cột là bức tượng mang phong cách Baroque khắc họa hình ảnh Đức Trinh Nữ Maria đẹp lộng lẫy trong trang phục áo dài, cùng với mái tóc dài xõa sau vai. Đằng sau mái tóc là một vòng hào quang được kết từ 12 ngôi sao. Mẹ Maria đang chắp tay trước ngực để cầu nguyện cho nhân loại.